# 長谷川稔
長谷川 稔（はせがわ みのる、1947年（昭和22年）2月24日 - ）は、日本の元政治家。元鳥取県倉吉市長（3期）、元鳥取県議会議員（4期）、元倉吉市議会議員（5期）。

## 経歴
鳥取県出身。鳥取県立倉吉東高等学校卒。スーパーマーケットに勤務し、日本社会党に入り、党県職員を経て、1976年の倉吉市議会議員補欠選挙に立候補し、当選。5期連続当選する。1994年の倉吉市長選挙に立候補したが現職に敗れて落選した。1995年の鳥取県議会議員選挙に立候補して当選し、1999年に再選する。2002年の倉吉市長選挙に立候補し現職を破り、初当選した。2006年は無投票当選。2009年の出直し市長選挙で当選した。2011年の県議選に立候補し、9年ぶりに復帰。2015年も再選した。2019年に県議を引退した。
2019年秋の叙勲で旭日中綬章受章。